# ييتس ستيرلينغ
ييتس ستيرلينغ (بالإنجليزية: Yates Stirling)‏ هو ضابط أمريكي، ولد في 6 مايو 1843 في بالتيمور في الولايات المتحدة، وتوفي في 5 مارس 1929.